# まいどっ♪
『まいどっ♪』は、2014年4月12日から2019年9月14日まで山陰放送（BSSテレビ）で土曜9:25 - 10:15に放送されていた生放送の情報番組。

## 概要
1992年4月から2014年3月まで同時間帯で放送されていた『土曜日の生たまご』の後番組として、2014年4月よりスタート。女性MCによる女性のための情報番組である。2016年10月から初の男性出演者として山田弥希寿アナが出演した。
番組タイトルは、毎週土曜日の放送であることと、「毎度」をかけている。
2019年9月14日に最終回を迎えた。

## 出演者

### 歴代MC
- MASAKO（ローカルタレント） - 2014年4月12日 - 2018年3月17日までMC。以後は不定期出演（最終回に出演）。
- 平川彩佳（BSSアナウンサー、2014年4月12日 - 2015年9月26日）
- 松本千紗（2014年4月12日 - 2014年4月26日）
- 阿部樹里（モデル） - 2014年7月5日 - 2019年3月30日までMC（2019年1月12日より体調不良で一時休演）。2019年4月からリポーターとして復帰。
- 田中友香理 - 2015年10月3日 - 2018年3月17日までMC。以後は不定期出演（2019年1月12日から2019年3月30日までMC代行、最終回に出演）。
- 山田弥希寿（BSSアナウンサー、2016年10月8日 - 2019年9月14日）
- 中島早也佳（BSSアナウンサー、2019年4月6日 ‐ 2019年9月14日） - コーナーでは2018年から「早也佳の社会科見学」などを担当。

### まいどっinformation
- 倉内たいこ（パーソナリティー） - まいどっinformation担当

### 中継リポーター
- べるを（ローカルタレント） - 中継リポーター
- 山﨑瑞穂（フリーアナウンサー） - 中継リポーター（2014年4月12日 - 2019年）

## 放送日時
JST。暦日を基準とする。
- 土曜日 9:25 - 10:15
  - ただし、全国高等学校野球選手権大会開催時はスタッフ確保と放送準備のため、番組は休止となる。
  - また、毎年3月と9月に開催されている「BSSまつり」の開催時は同イベントの特別番組を放送するため、休止となる。[2]
  - 2015年8月22日、29日は「世界陸上2015年北京」中継のため休止した。
  - 2016年4月16日は未明に発生した平成28年熊本地震に関するJNN報道特別番組を放送のため、休止した。

## スタッフ
- 制作協力：山陰ビデオシステム
- 製作著作：山陰放送

なお、プロデューサーを宇田川修一が務めており、制作に山根伸志が加わっている（2019年4月現在）。